# Beatriz Enríquez de Arana
Beatriz Enríquez de Arana (Santa María de Trassierra, Córdoba, 1465 - ibídem, 1522) fue amante de Cristóbal Colón, siendo él ya viudo de Felipa Moniz, y madre de su hijo Hernando Colón.

## Biografía
De origen humilde, Beatriz Enríquez de Arana nació en la aldea de Santa María de Trassierra y era hija de Pedro de Torquemada y Ana Núñez de Arana. Siendo huérfana desde su temprana infancia se trasladó a vivir con sus familiares en Córdoba. Aprendió a leer y a escribir, habilidades no tan comunes en las mujeres de la época.
Beatriz conoció a Cristóbal Colón en 1486-87, cuando este buscaba apoyo ante los reyes para su proyecto hacia las Indias, en casa de esos parientes. Ella tenía 20 años y él ya era viudo. Aunque nunca se casaron, desde ese momento estuvieron ya siempre juntos. Solo un año después, nació Hernando Colón en 1488. Al partir Cristóbal en 1492 hacia América, dejó a sus dos hijos al cuidado de Beatriz, quien se esmeró en su labor hasta el punto de ser felicitada por Isabel la Católica.
Al morir, Colón dejó su fortuna a Beatriz (Cristóbal Colón fue gobernador de las Indias Occidentales, correspondiéndole un 10% de los beneficios de los viajes debido a las Capitulaciones de Santa Fe), aunque Beatriz nunca reclamó su herencia. Colón hizo que su primer hijo Diego la tratara como a su madre verdadera:

“A Beatriz hayas encomendado por amor de mi, atento como tenías a tu madre: haya ella de ti diez mil maravedís cada año, allende de los otros que tiene en las carnicerías de Córdoba”.
Cristóbal Colón a su hijo Diego.

## En la ficción
Beatriz fue representada en la película 1492: La conquista del paraíso (1992) por la actriz Ángela Molina.